# Santa Rita (Misiones)
Santa Rita es una localidad Argentina situada en el departamento 25 de Mayo, en la Provincia de Misiones. Administrativamente depende del municipio de Alba Posse, de cuyo centro urbano dista unos 8 km, aunque su población en 2001 duplicaba la de la cabecera municipal. Se halla en la intersección de las rutas provinciales 8, 103 y 2, desarrollándose longitudinalmente a lo largo de la primera.
La principal actividad económica es la agricultura, destacándose el cultivo de tabaco.

## Vías de comunicación
Su principal vía de acceso es la Ruta Provincial 103, que la vincula por asfalto al noroeste con Campo Ramón y Oberá, y al sudeste con Alba Posse; la ruta Provincial 8 por su parte la vincula al norte con 25 de Mayo y la ruta Provincial 2 que la comunica con El Soberbio y los Saltos del Moconá.

## Parroquias de la Iglesia católica en Santa Rita
| Diócesis  | Oberá      |
| --------- | ---------- |
| Parroquia | Santa Rita |

## Galería

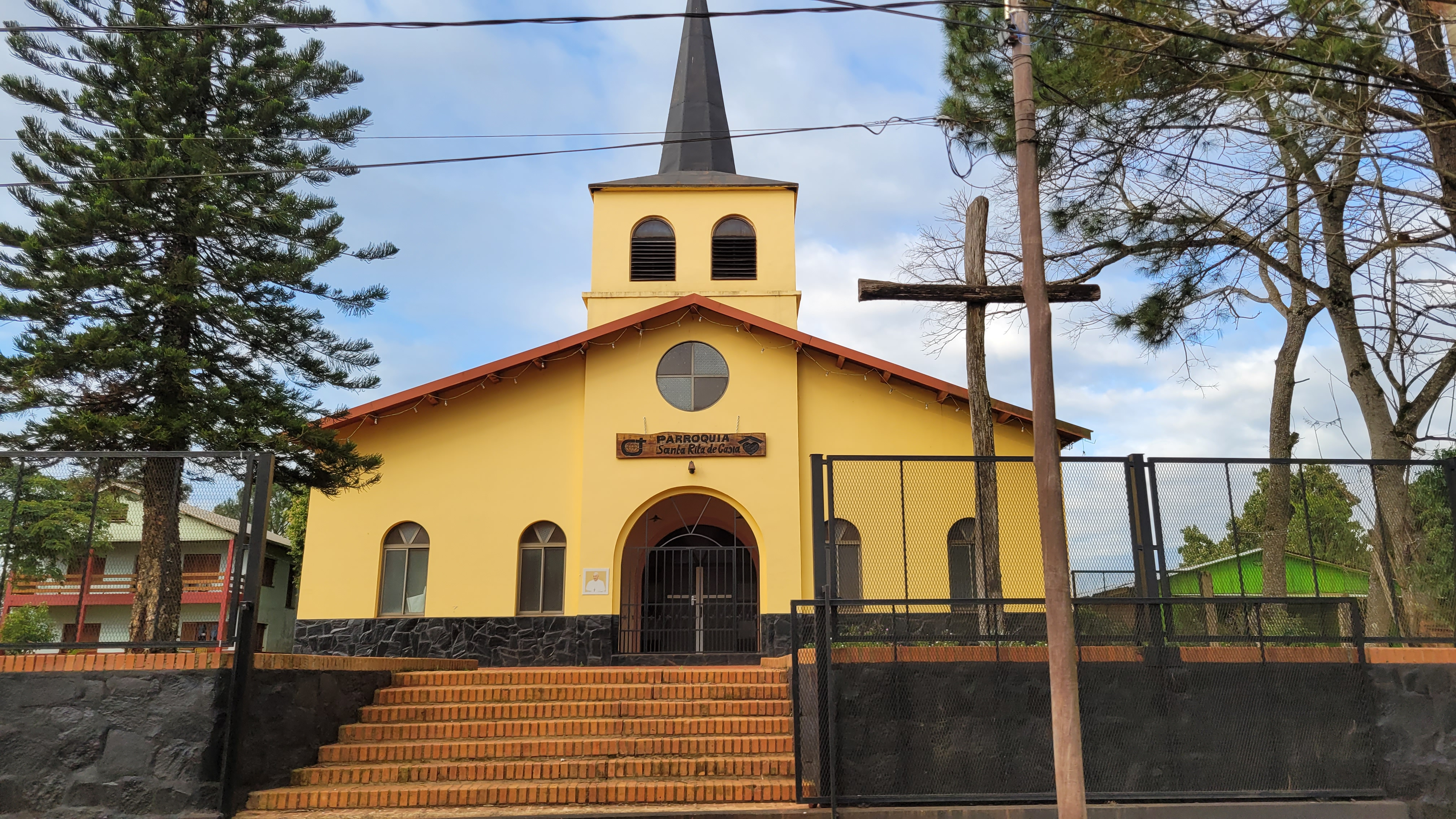
Parroquia "Santa Rita de Casia"
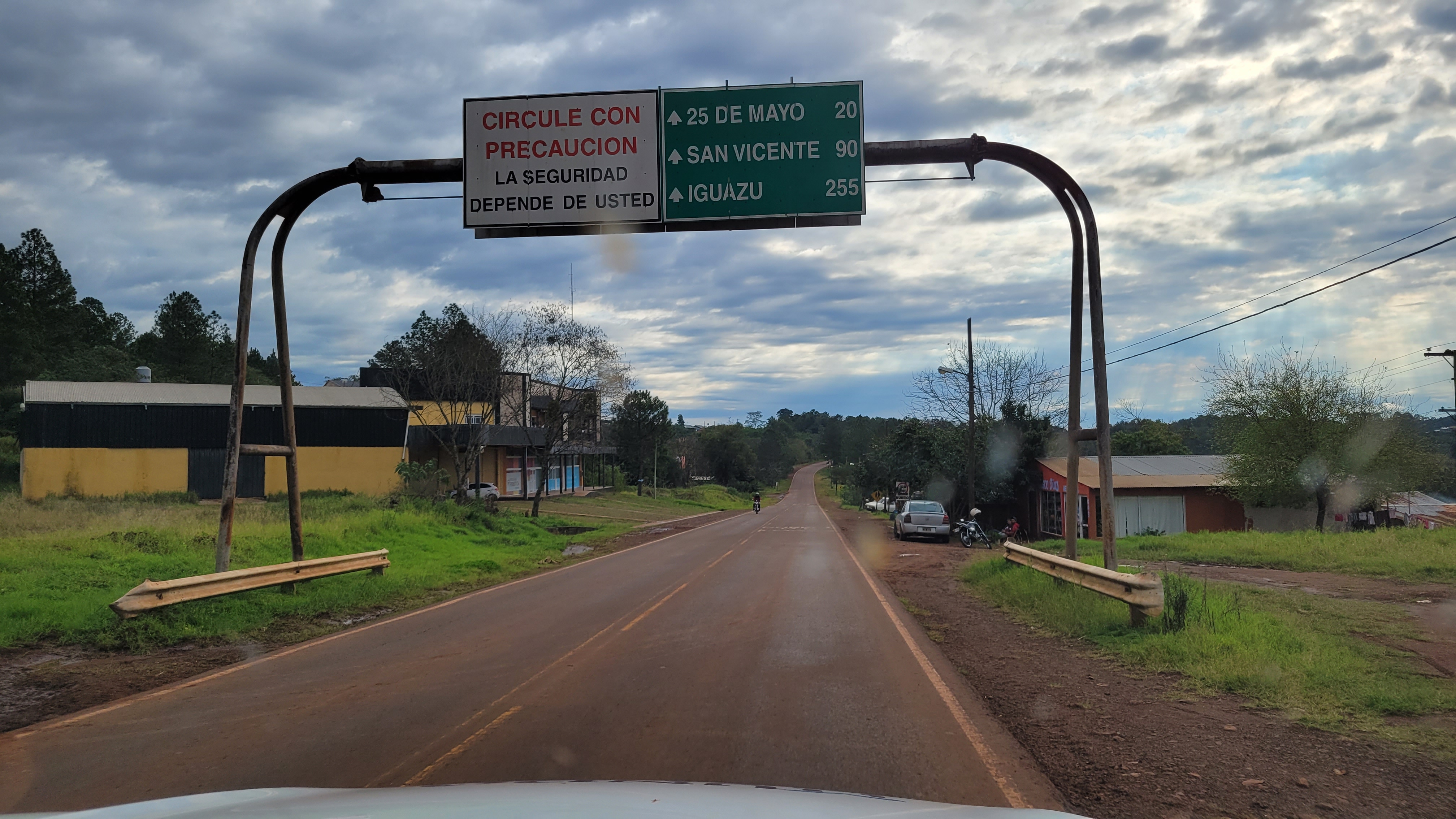
Llegada por Ruta Provincial 8
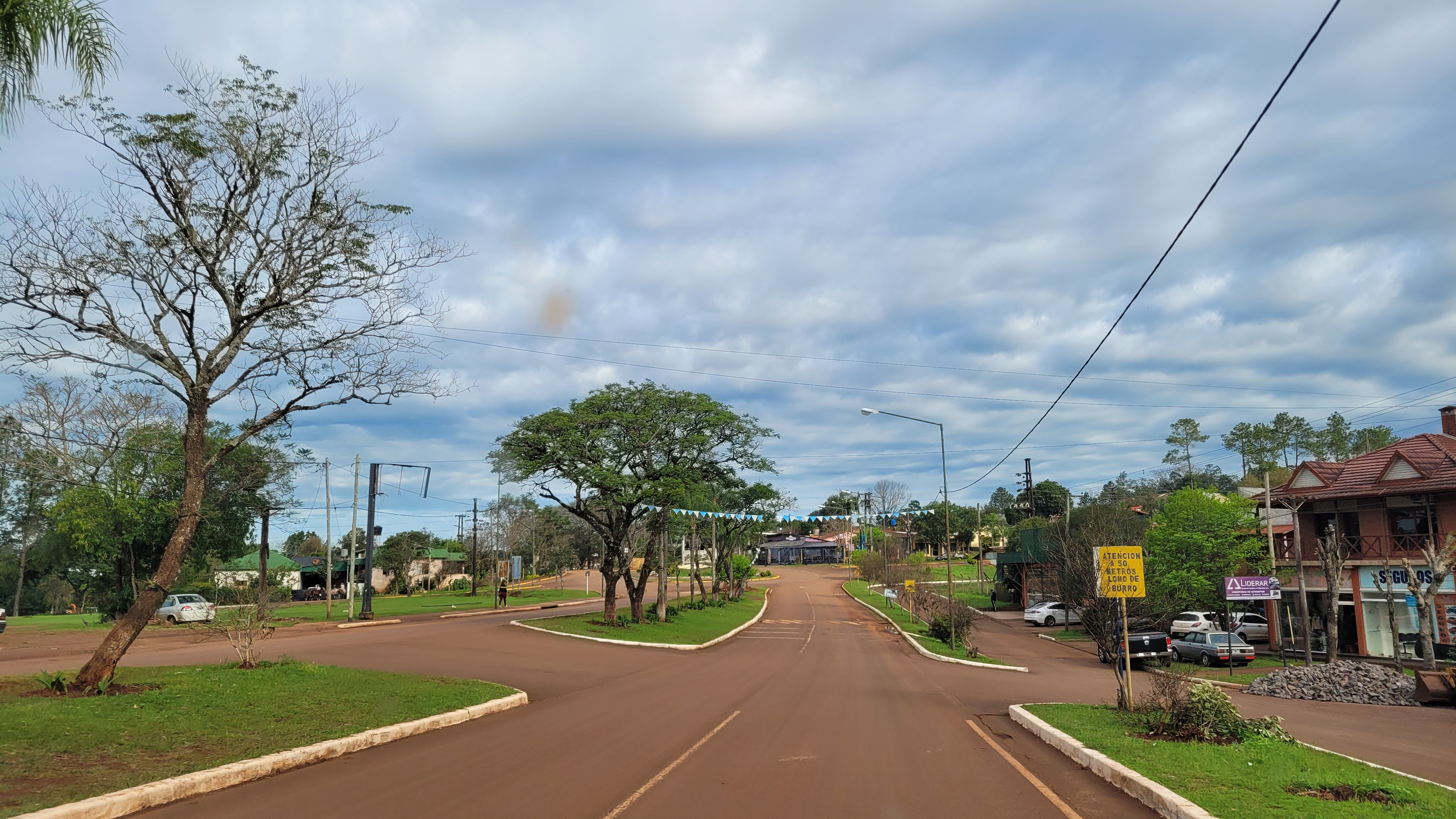
Centro cívico de Santa Rita
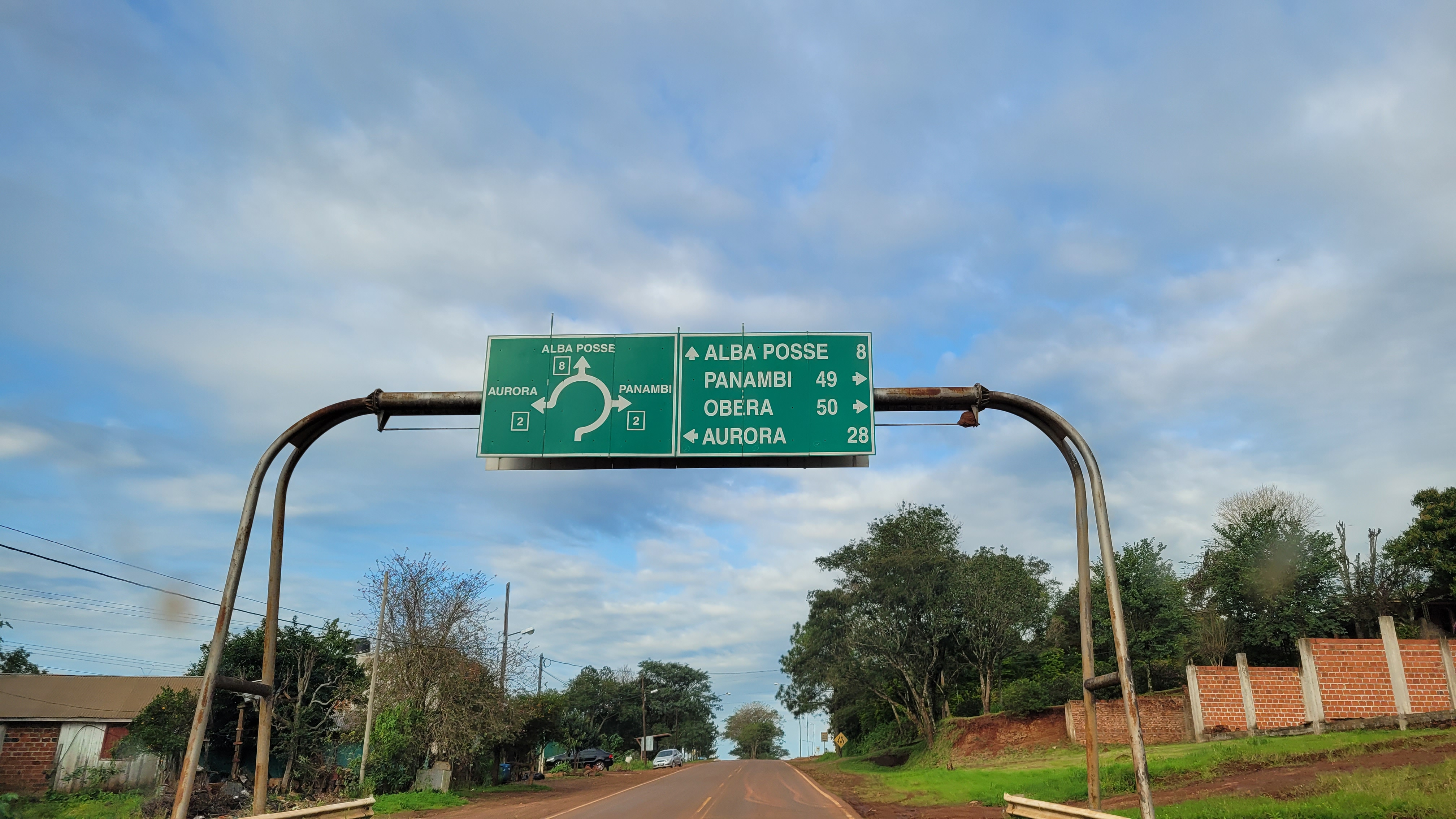
Carteles indicativos a rutas
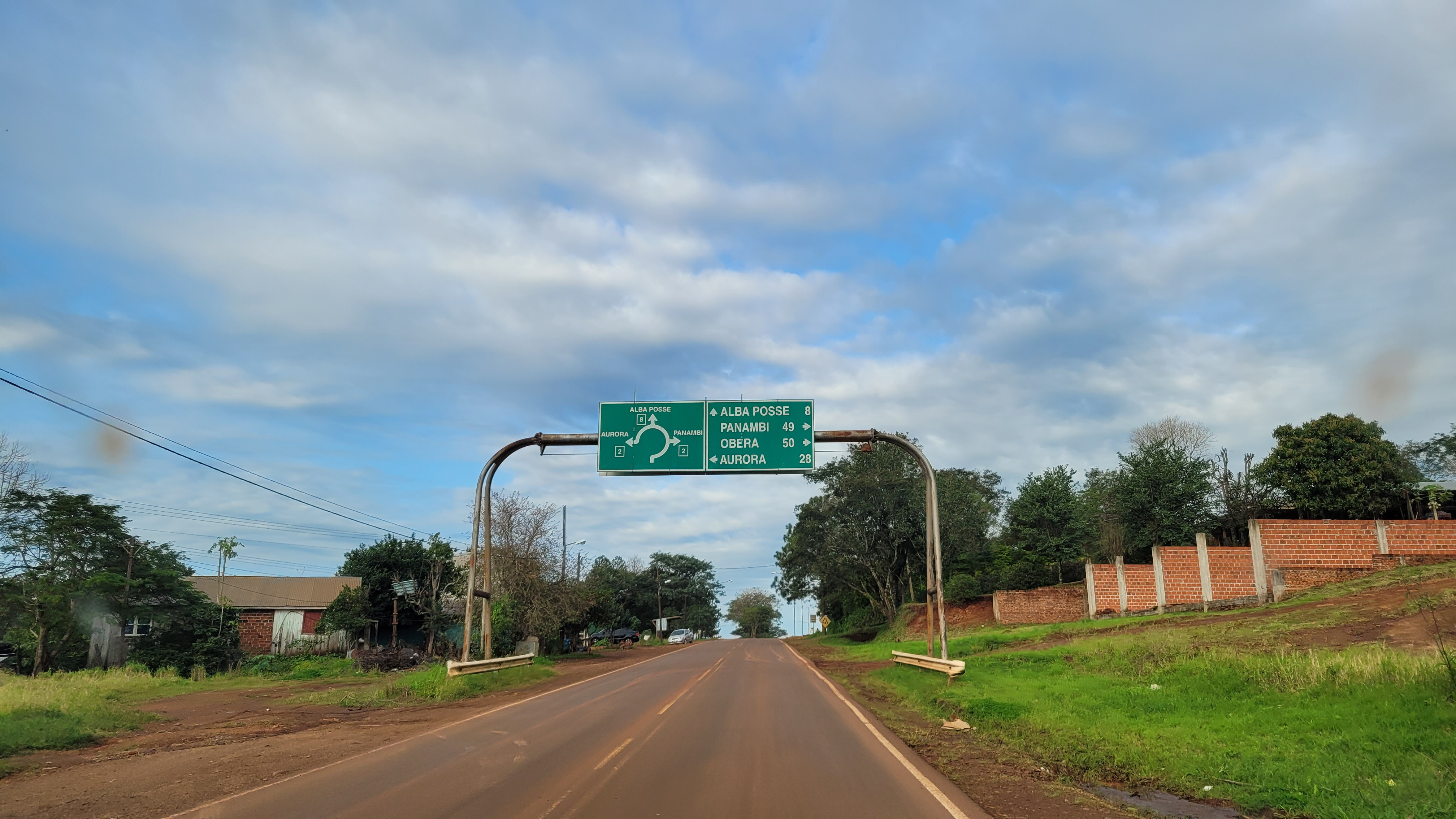
Paseo por Ruta Provincial 8